# De 10 bud
 For alternative betydninger, se De ti bud (flertydig). (Se også artikler, som begynder med De ti bud)
De ti bud, eller Dekalogen, er en liste over religiøse og moralske imperativer, som spiller en vigtig rolle i jødedommen og kristendommen. I bibel-hebraisk oversættes de som "de ti udtalelser" (עשרת הדברים). Navnet "Dekalogen" kommer fra det græske ord δεκάλογος eller "dekalogos" ("ti udtalelser") som findes i den græske oversættelse (Septuaginta) i 2 Mos 34,28 og 5 Mos 10,4.
De ti bud siges i almindelighed at være forfattet af Gud og givet til Moses på Sinais bjerg i form af to stentavler. Disse tavler blev senere lagt i Pagtens Ark. I Bibelen er betegnelsen "de ti bud" kun nævnt i 2 Mos 34,10-28, men denne række af bud er væsentligt forskellig fra den liste af bud, som jøder og kristne normalt henviser til. Benævnelsen "De ti bud" bruges normalt om to forholdsvis ens tekstafsnit fra 2 Mos 20,2–17 og 5 Mos 5:6–21. Dog kan man her opregne helt op til fjorten eller femten "bud", men for at nå til ti bud bliver buddene samlet på forskellig vis. Det gøres forskelligt i forskellige trosretninger.
De ti bud må ikke forveksles med Moseloven, som er summen af de bud, der findes i de fem Mosebøger, 613 bud i alt. De ti bud er en del disse 613 bud.
De ti bud og meget andet bliver uddybet af Jesus i Bjergprædikenen.

## Forståelse af buddene i jødedommen og i kristendommen
I jødedommen bliver de ti bud ofte fremhævet som de vigtigste bud i Moseloven med dens 613 bud. Jødisk tradition betragter de ti bud som det teologiske grundlag for resten af buddene. De er ikke så detaljerede som de andre bud i Moseloven. De ses snarere som grundlæggende principper, der gælder universelt, på tværs af tid og omstændigheder.
I kristendommen anses Moseloven med dens 613 bud sædvanligvis for at være tids- og kulturbestemte for israelitterne/jøderne, mens de ti bud anses for at være en sund og eviggyldig rettesnor for menneskelivet (hvilket Martin Luther så vigtigheden af, da han udgav Luthers lille Katekismus). Frelse i Kristendommen opnås dog ikke gennem opfyldelse af de ti bud, men gennem troen på Jesus og hans stedfortrædende død på korset.

## Tekster til de ti bud

### Den normale henvisning
De bibelsteder, der normalt henvises når der tales om de 10 bud, er 2 Mos 20,2–17 og 5 Mos 5:6–21. Hver af disse passager er i de fleste moderne bibler forsynet med overskriften "De 10 Bud", men disse overskrifter fandtes oprindeligt ikke i den hebræiske bibel. Anden Mosebog 20,2-17 er i øvrigt tidligere end historien om stentavlerne, og udgør blot starten på en meget lang række af bud
| Anden Mosebog 20,2-17 | Femte Mosebog 5,6-21 |
| --- | --- |
| v2 "Jeg er Herren din Gud, som førte dig ud af Egypten, af trællehuset. | v6 "Jeg er Herren din Gud, som førte dig ud af Egypten, af trællehuset. |
| v3 Du må ikke have andre guder end mig. | v7 Du må ikke have andre guder end mig. |
| v4 Du må ikke lave dig noget gudebillede i form af noget som helst oppe i himlen eller nede på jorden eller i vandet under jorden. v5 Du må ikke tilbede dem og dyrke dem, for jeg, Herren din Gud, er en lidenskabelig Gud. Jeg straffer fædres skyld på børn, børnebørn og oldebørn af dem, der hader mig; v6 men dem, der elsker mig og holder mine befalinger, vil jeg vise godhed i tusind slægtled. | v8 Du må ikke lave dig noget gudebillede i form af noget som helst oppe i himlen eller nede på jorden eller i vandet under jorden. v9 Du må ikke tilbede dem og dyrke dem, for jeg, Herren din Gud, er en lidenskabelig Gud. Jeg straffer fædres skyld på børn, børnebørn og oldebørn af dem, der hader mig; v10 men dem, der elsker mig og holder mine befalinger, vil jeg vise godhed i tusind slægtled. |
| v7 Du må ikke bruge Herren din Guds navn til løgn, for Herren vil aldrig lade den ustraffet, der bruger hans navn til løgn. | v11 Du må ikke bruge Herren din Guds navn til løgn, for Herren vil aldrig lade den ustraffet, der bruger hans navn til løgn. |
| v8 Husk sabbatsdagen og hold den hellig. v9 I seks dage må du arbejde og gøre alt, hvad du skal; v10 men den syvende dag er sabbat for Herren din Gud. Da må du ikke gøre noget som helst arbejde, hverken du selv eller din søn eller datter, din træl eller trælkvinde eller dine husdyr, og heller ikke den fremmede i dine byer. v11 For på seks dage skabte Herren himlen og jorden og havet med alt, hvad de rummer, men på den syvende dag hvilede han. Derfor har Herren velsignet sabbatsdagen og helliget den. | v12 Giv agt på sabbatsdagen og hold den hellig, sådan som Herren din Gud har befalet dig. v13 I seks dage må du arbejde og gøre alt, hvad du skal; v14 men den syvende dag er sabbat for Herren din Gud. Da må du ikke gøre noget som helst arbejde, hverken du selv eller din søn eller datter, din træl eller trælkvinde, din okse, dit æsel eller et hvilket som helst af dine dyr, og heller ikke den fremmede i dine byer; din træl og din trælkvinde skal hvile ud ligesom du selv. v15 Husk, at du selv var træl i Egypten, og at Herren din Gud førte dig ud derfra med stærk hånd og løftet arm. Derfor har Herren din Gud befalet dig at fejre sabbatsdagen. |
| v12 Ær din far og din mor, for at du må få et langt liv på den jord, Herren din Gud vil give dig. | v16 Ær din far og din mor, sådan som Herren din Gud har befalet dig, for at du må få et langt liv, og det må gå dig godt på den jord, Herren din Gud vil give dig. |
| v13 Du må ikke myrde | v17 Du må ikke myrde. |
| v14 Du må ikke bryde et ægteskab. | v18 Du må ikke bryde et ægteskab. |
| v15 Du må ikke stjæle. | v19 Du må ikke stjæle. |
| v16 Du må ikke vidne falsk mod din næste. | v20 Du må ikke vidne falsk mod din næste. |
| v17 Du må ikke begære din næstes hus. Du må ikke begære din næstes hustru, hans træl eller trælkvinde, hans okse eller æsel eller noget som helst af din næstes ejendom." | v21 Du må ikke begære din næstes hustru. Du må ikke eftertragte din næstes hus eller mark, hans træl eller trælkvinde, hans okse eller æsel eller noget som helst af din næstes ejendom." |

Hele 5. Mosebog menes at være skrevet ca. år 622 fvt. ovenstående passage af 2. Mosebog tilskrives af nogle den såkaldte Elohim-forfatter ca. 722 fvt. mens andre anser det for et senere indskud lavet på baggrund af den tilsvarende tekst i 5. Mosebog. Anden Mosebog 20, v11 henviser til biblens første skabelsesberetning, som tilskrives den såkaldte præstekilde, som menes at være skrevet mellem 571 fvt. og 486 fvt. Den præstelige kilde har i øvrigt uddybet sabbatbuddet i 2. Mosebog 31, hvor der som begrundelse igen henvises til første skabelsesberetning.
I 5. Mosebog 5 står videre:
v22 Disse ord talede HERREN til hele eders forsamling på bjerget ud fra ilden, skyen og mulmet med vældig røst uden at føje noget til; og han skrev den op på to stentavler og gav mig dem.

### Stentavlernes ti bud
Det sted, hvor det mest direkte omtales hvilke 10 bud, der blev skrevet på stentavlerne, er Anden Mosebog 34,10-28, hvor der står:
| v10 Herren sagde: »Nu vil jeg slutte en pagt. For øjnene af hele dit folk vil jeg gøre sådanne undere, som aldrig før er gjort på jorden eller hos noget andet folk, og hele det folk, som du er hos, skal se Herrens gerning; for det, jeg nu vil gøre for dig, er frygtindgydende. v11 Hold alt det, jeg i dag befaler dig. Jeg vil drive amoritterne, kana'anæerne, hittitterne, perizzitterne, hivvitterne og jebusitterne bort foran dig. |
| v12 Tag dig i agt for at slutte pagt med indbyggerne i det land, du rykker ind i, for at det ikke skal blive en snare for dig. v13 Deres altre skal I rive ned, deres stenstøtter skal I knuse, deres Ashera-pæle skal I hugge om. |
| v14 Du må ikke tilbede nogen anden gud, for »Lidenskabelig« er Herrens navn, for han er en lidenskabelig Gud. |
| v15 Du må ikke slutte pagt med landets indbyggere, for når de horer med deres guder og ofrer til dem, vil de indbyde dig, og du kommer til at spise af deres offer; v16 og hvis du lader dine sønner gifte sig med deres døtre, og deres døtre horer med deres guder, vil de også få dine sønner til at hore med deres guder. |
| v17 Du må ikke lave dig støbte guder. |
| v18 Du skal holde de usyrede brøds fest. Syv dage skal du spise usyrede brød, sådan som jeg har befalet dig, ved festen i måneden abib, for i måneden abib drog du ud af Egypten. |
| v19 Alt det første, der kommer ud af moderlivet, skal tilhøre mig, det gælder alle handyr af dit kvæg, det førstefødte af okser og får. v20 Det førstefødte æsel kan du frikøbe med et stykke småkvæg. Vil du ikke frikøbe det, skal du brække halsen på det. Enhver førstefødt blandt dine sønner skal du frikøbe. Tomhændet må ingen se mit ansigt.                                                                                          |
| v21 I seks dage må du arbejde, men på den syvende dag skal du hvile; selv når der skal pløjes eller høstes, skal du hvile. v22 Du skal fejre ugefesten med den første afgrøde af hvedehøsten, og frugthøstfesten ved årsskiftet. |
| v23 Tre gange om året skal alle mænd hos dig se Gud Herrens, Israels Guds, ansigt. v24 Når jeg driver folkene bort foran dig og udvider dit landområde, skal ingen tilegne sig din jord, når du tre gange om året drager op for at se Herren din Guds ansigt. |
| v25 Du må ikke ofre mit slagtoffers blod sammen med syrnet brød, og påskefestens offerkød må ikke ligge natten over. |
| v26 Det bedste af den første afgrøde af din jord skal du bringe til Herren din Guds hus. Du må ikke koge et kid i dets mors mælk.« |
| v27 Herren sagde til Moses: »Skriv disse ord ned, for det er på grundlag af disse ord, jeg slutter pagt med dig og med Israel.« v28 Så blev han der hos Herren i fyrre dage og fyrre nætter uden at spise eller drikke noget, og han skrev pagtens ord, de ti bud, på tavlerne. |

Hvordan denne passage skal inddeles i ti bud er uklart. Teksten tilskrives I almindelighed Jahveforfatteren, som traditionelt dateres ca. 930 f.Kr. mens mange nu hælder til en noget yngre datering.

## Ældre paralleller
Fra oldtiden kendes flere skriftlige kilder, som i struktur virker beslægtede med biblens ti bud. Man har fundet hettitiske pagtslutninger, hvor kongen laver en nedskreven pagt med en lydkonge . En sådan pagt starter med en erklæring, hvor hetitterkongen præsenterer sig selv. Herefter kommer bud om at lydkongen ikke må underkaste sig andre konger, at der skal betales tribut til hettiterkongen og at lydkongen skal opføre sig fredeligt i hettiternes rige. I almindelighed siges det, at der var 5 bud på hver af Moses' stentavler, men på Rabbi Hanina ben Gamaliels tid var der nogen, som sagde at stentavlerne havde ti bud hver , hvilket i såfald svarer til oldtidens praksis med at lave traktater i to kopier .
Udformningen af de ti bud synes også at være relateret til udformningen af ægyptiske dødebøger, hvor den døde skal erklære ikke at have overtrådt en række bud, som har et væsentligt overlap med biblens ti bud.

## Inddelingen af de ti bud
I 2 Mos 20,1-17 nævnes det ikke, at der er tale om ti bud. Det nævnes derimod 2 Mos 34, 28; 5 Mos 4,13 og 5 Mos 10,4. Derfor har der været diskussion om, hvordan teksten 2 Mos 20,1-17 skal inddeles i 10 bud/ord. Der er traditionelt 4 måder, det er blevet gjort på, og hver måde repræsenterer forskellige opfattelser af, hvad der er væsentligt og uvæsentligt. For ved at udvælge de ti bud fra teksten (2 Mos 20,1-17) udelader man ofte noget af teksten.

### Denkatolskeoglutherskeinddeling
1. Jeg er din Gud. Du må ikke have andre guder.
2. Du må ikke misbruge Guds navn.
3. Du skal holde hviledagen hellig.
4. Du skal ære din far og din mor.
5. Du må ikke myrde.
6. Du må ikke bryde ægteskabet.
7. Du må ikke stjæle.
8. Du må ikke vidne falsk mod din næste.
9. Du må ikke begære din næstes hustru.
10. Du må ikke begære de ting, der hører din næste til.[10]

### Denortodokseinddeling
1. Jeg er din Gud. Du må ikke have andre guder.
2. Du må ikke skabe idoler og dyrke dem.
3. Du må ikke misbruge Guds navn.
4. Du skal holde hviledagen hellig.
5. Du skal ære din far og din mor.
6. Du må ikke myrde.
7. Du må ikke bryde ægteskabet.
8. Du må ikke stjæle.
9. Du må ikke vidne falsk mod din næste.
10. Du må ikke begære din næstes hustru og de ting, der hører din næste til.[11]

### Denreformerteinddeling af de ti bud
1. Du må ikke have andre guder end mig
2. Du må ikke lave dig noget gudebillede
3. Du må ikke bruge Herren din Guds navn til løgn
4. Husk sabbatsdagen og hold den hellig
5. Ær din far og din mor
6. Du må ikke myrde.
7. Du må ikke bryde et ægteskab
8. Du må ikke stjæle
9. Du må ikke vidne falsk mod din næste
10. Du må ikke begære din næstes hus. Du må ikke begære din næstes hustru, hans træl eller trælkvinde, hans okse eller æsel eller noget som helst af din næstes ejendom

Bemærkninger: Buddet om at begære sin næste hus og hustru osv som her som et bud. Derimod er billedforbuddet sat som et selvstændigt bud, bud nr 2. Dette fik stor betydning for den reformerte kirke, som efterfølgende anså billeder af Gud, Jesus og helgener som synd, og derfor fjernede dem fra kirkerne. Denne inddeling blev i øvrigt brugt allerede af Josephus Flavius, Jødernes Oldtid, bind 3, kap. 5 afsn. 5.

### Den jødiske inddeling
1. Jeg er Herren din Gud, som førte dig ud af Egypten, af trællehuset
2. Du må ikke have andre guder end mig
3. Du må ikke bruge Herren din Guds navn til løgn
4. Husk sabbatsdagen og hold den hellig
5. Ær din far og din mor
6. Du må ikke myrde
7. Du må ikke bryde et ægteskab
8. Du må ikke stjæle
9. Du må ikke vidne falsk mod din næste
10. Du må ikke begære din næstes hus. Du må ikke begære din næstes hustru, hans træl eller trælkvinde, hans okse eller æsel eller noget som helst af din næstes ejendom

Bemærkninger: I den jødiske inddeling er det første bud strengt taget ikke et bud, men et udsagn (ud fra den opfattelse at det hebraiske ord for bud også kan betyde udsagn), nemlig udsagnet om at Gud er den, der frelste israelitterne fra Egypten og trællehuset. Derefter kommer resten af buddene, mens billede-forbuddet placeres under buddet om ikke at have andre guder, og buddet om at begære er samlet som det tiende bud.

### Andre inddelinger
I Philo af Alexandrias afhandling om de ti bud bruges den reformerte inddeling men buddet om ikke at bryde ægteskabet placeret før buddet om ikke at begå mord, og han forklarer at det skyldes at utroskab er den største forbrydelse mellem mennesker. Denne ændring af rækkefølgen findes også i Lukas-evangeliet 18,20 og i nogle udgaver af Markus-evangeliet.
Samaritanerne har en lidt afvigende version af de 5 mosebøger, og i deres version drejer det 10. bud sig om bjerget Gerizims hellighed.